# Friedrich Koch
Friedrich Koch, nemški general, * 15. januar 1879, † 3. november 1961.